# Melanie Gernert
Melanie Gernert (* 17. Mai 1987 in Forst, DDR) ist eine deutsche Volleyball- und Beachvolleyballspielerin. Sie spielt seit 2004 bei den nationalen Turnierserien aktiv und schaffte zahlreiche Turniersiege und vordere Platzierungen. 2017 wurde sie deutsche Vizemeisterin. In früheren Jahren nahm sie auch an einigen internationalen Turnieren teil, unter anderem der Europameisterschaft 2011.

## Karriere
Gernert wuchs in Weißwasser auf und hatte wegen ihres Großvaters zunächst Interesse am Eishockey, bevor sie sich für Volleyball entschied. 2004 erreichte sie mit Kerstin Zschorlich den dritten Platz bei einem sächsischen Beachvolleyball-Wettbewerb in Dresden. Ihre ersten nationalen Turniere spielte sie im selben Jahr ebenfalls mit Zschorlich. 2005 nahm sie mit Juliane Plepp (heute Albert) an einigen Turnieren des Nokia Beach Cup teil und wurde dabei Neunte in Erfurt, Fünfte in Leipzig und Vierte in Frankfurt am Main. 2006 spielte sie hauptsächlich mit Sophie Schellenberger, mit der sie einige Endspiele bei kleineren Turnieren erreichte und Dritte der deutschen U20-Meisterschaft wurde.

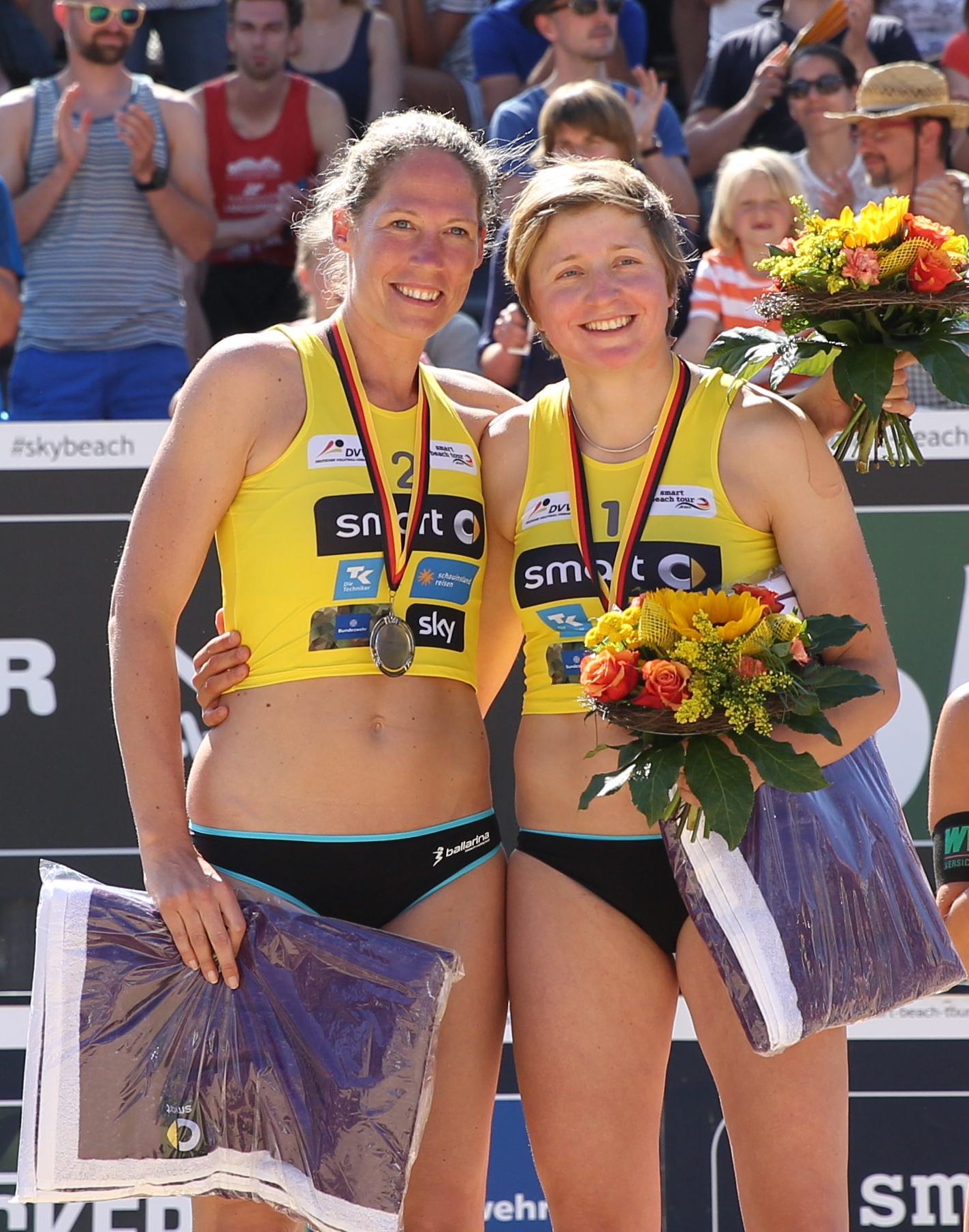
Gernert/Zautys 2017 in Dresden

Gernert entschied sich für den Olympiastützpunkt in Berlin, statt nach Stuttgart zu gehen. 2007 spielte sie mit Maria Wendisch. Auf der Smart Beach Tour wurden Gernert/Wendisch Dritte in Dresden sowie jeweils Zweite in Sankt Peter-Ording und Norderney und gewannen das Turnier in München. Bei der deutschen Meisterschaft belegten sie den neunten Rang. Das gleiche Ergebnis erzielte Gernert wenige Tage später mit Liane Lehmann bei der U21-Weltmeisterschaft in Modena. Im folgenden Jahr wurde sie mit Jana Köhler Fünfte der U23-Europameisterschaft in Espinho. National spielte sie 2008 mit wechselnden Partnerinnen. Mit Stephanie Kestner und Melanie Höppner gelangen ihr fünfte Plätze auf der Smart Beach Tour, mit Wendisch gewann sie das Turnier in Binz und wurde wieder DM-Neunte. 2009 war Gernert mit Tatjana Zautys auf der nationalen Tour aktiv. Das Duo schaffte einige dritte Plätze und wurde Neunter bei der deutschen Meisterschaft. Bei zwei Turnieren der FIVB World Tour unterlag sie mit Frederike Fischer in der Country Quota.
Bei der nationalen Tour 2010 spielte sie mit Hella Jurich. Gernert/Jurich waren regelmäßig in den Top Ten vertreten und siegten in Norderney. Bei der deutschen Meisterschaft wurden sie Fünfte. 2011 trat Gernert zunächst mit Kira Walkenhorst an. und wurde Dritte in Hamburg und Zweite in Norderney. Später kam sie mit Anja Günther in der nationalen Serie ins Finale des Kölner Turniers, gewann in Essen und wurde DM-Fünfte. International wurde sie beim CEV-Masters in Niechorze mit Rieke Brink-Abeler Vierte. Da deren eigentliche Partnerin Angelina Grün verletzt ausfiel, spielte das Duo auch bei der Europameisterschaft in Kristiansand und wurde nach einer Niederlage im Achtelfinale gegen Gielen/Mouha Neunter. 2012 nahmen Gernert/Günther an mehreren Grand Slams der FIVB World Tour teil, wobei sie jeweils früh ausschieden. National gab es für sie einen Turniersieg in Hamburg, einen zweiten Rang in Bonn und mehrere dritte Plätze. Die deutsche Meisterschaft beendeten sie auf dem neunten Rang.
Im folgenden Jahr pausierte Gernert beim Beachvolleyball. Nebenbei spielte sie zwischen 2008 und 2014 auch Volleyball in der Halle. Sie stand zunächst beim Dresdner SSV und dann beim Berliner Zweitligisten TSV Rudow 1888 unter Vertrag.

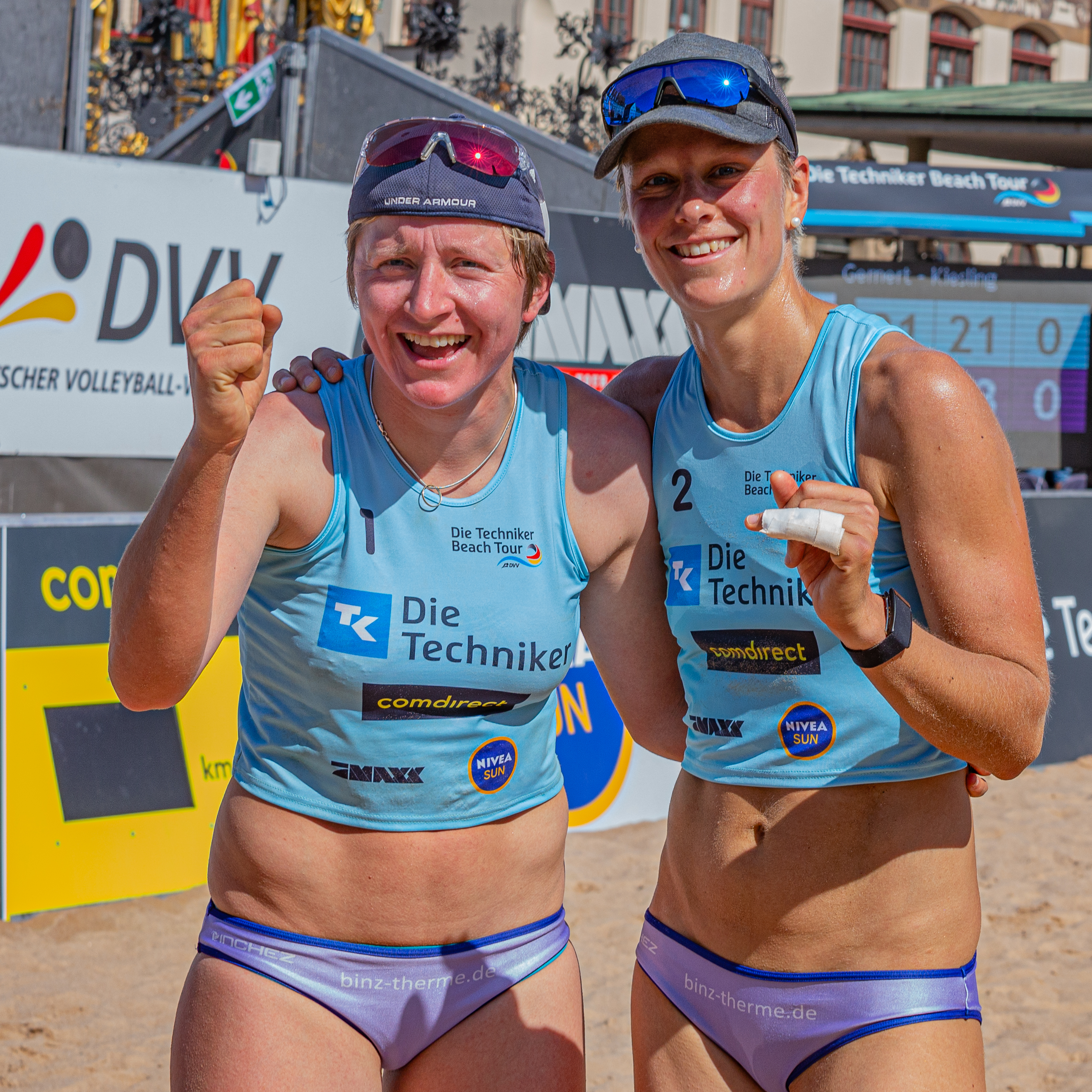
Gernert/Kiesling bei der Techniker Beach Tour 2019

2014 trat Gernert wieder mit ihrer früheren Partnerin Tatjana Zautys an. Auf der Smart Beach Tour gelang dem Duo unter anderem ein zweiter Platz in Köln und bei der deutschen Meisterschaft kam das Duo auf den neunten Rang. 2015 spielte Gernert hauptsächlich mit Anika Krebs und gewann den Smart Beach Cup in Jena. Mit Elena Kiesling gelang ihr der Turniersieg beim Smart Super Cup in Kühlungsborn. Bei der deutschen Meisterschaft belegten Gernert/Krebs den neunten Platz. 2016 spielte Gernert erneut mit Zautys, gewann die Smart Beach Cups in Duisburg und Dresden und wurde bei der deutschen Meisterschaft Vierte. 2017 wurden Gernert/Zautys unter anderem Zweite in Dresden und Hamburg. Bei der deutschen Meisterschaft 2017 besiegten sie die Europameisterinnen Glenzke/Großner und die Weltmeisterinnen Laura Ludwig/Walkenhorst, bevor sie sich im Finale gegen Laboureur/Sude geschlagen geben mussten und Vizemeisterinnen wurden.
Auf der Techniker Beach Tour 2018 spielte Gernert wieder mit Elena Kiesling, mit der sie in Düsseldorf gewann und in Sankt Peter-Ording sowie in Zinnowitz Zweite wurde. Bei der deutschen Meisterschaft schieden Gernert/Kiesling im Viertelfinale gegen Mersmann/Tillmann aus. Bei der Techniker Beach Tour 2019 gelangen ihnen unter anderem Turniersiege in Düsseldorf und Fehmarn (hier spielte Gernert mit Natascha Niemczyk) sowie ein zweiter Platz in Nürnberg. Bei der deutschen Meisterschaft unterlagen sie im Achtelfinale gegen Kozuch/Ludwig. In der Saison 2019 spielte Gernert in der Halle für den Nord-Drittligisten SG Rotation Prenzlauer Berg.
Im Juni/Juli 2020 nahm Gernert mit Sarah Schulz an der Beach-Liga teil und unterlag im Finale gegen Karla Borger und Svenja Müller. Mit Kiesling spielte sie zwei Top-Teams-Turniere der Comdirect Beach Tour 2020 in Hamburg und Düsseldorf. Bei der deutschen Meisterschaft spielte sie wegen Kieslings verletzungsbedingtem Ausfall mit Lena Ottens und schied im Viertelfinale gegen Bieneck/Schneider aus. Bei der ersten Ausgabe der German Beach Trophy im Januar/Februar 2021 kamen Gernert/Schulz als Erste der Hauptrunde ins Halbfinale, das sie gegen die Österreicherinnen Nadine und Teresa Strauss verloren. Bei der zweiten Ausgabe im März/April spielte Gernert in der ersten Woche mit Tjaša Kotnik und danach mit Anne Krohn, mit der sie das Playoff-Finale gegen Laboureur/Schulz gewann. Seit Juni bildete Gernert ein festes Team mit Natascha Oßner-Niemczyk. Auf der German Beach Tour 2021 erreichten sie die Plätze fünf, fünf, vier, fünf und fünf. Anfang September erreichten Gernert/Oßner-Niemczyk bei der deutschen Meisterschaft Platz fünf.
2022 und 2023 war Anne Krohn Gernerts Partnerin, mit der sie auf der German Beach Tour in Düsseldorf beim ersten Turnier gewann und beim zweiten Turnier den dritten Platz belegte. Weiterhin konnten in München mit dem dritten Platz, auf Fehmarn mit dem ersten Platz, in Bremen mit dem zweiten Platz sowie in Berlin mit dem dritten platz Erfolge gefeiert werden. Bei der deutschen Meisterschaft wurden Gernert/Krohn Fünfte. Im März 2023 wurde Gernert zusammen mit Nele Barber, Jennifer Gernert-Scharmacher und Lydia Scherber Deutsche Meisterin im Snowvolleyball in Oberstaufen. Auf der German Beach Tour 2023 erreichten Gernert/Krohn im Mai bei zwei Turnieren in Bremen die Plätze fünf und zwei. Im August siegten sie beim „Rock the Beach“-Ersatzturnier in Stuttgart und erreichten anschließend bei der deutschen Meisterschaft in Timmendorfer Strand Platz sieben.
2024 spielt Gernert zusammen mit Nele Barber. Im Februar wurden Gernert und Barber zusammen mit Scherber erneut Deutsche Meisterin im Snowvolleyball in Oberstaufen. Beim ersten Turnier der German Beach Tour 2024 in Düsseldorf holten Barber/Gernert den zweiten Platz. Bei der Deutsche Beachvolleyball-Meisterschaft 2024 erreichten sie Platz neun. 2025 gewannen Barber/Gernert/Scherber zum dritten Mal in Folge die Deutsche Snowvolleyball-Meisterschaft. Auf der German Beach Tour 2025 gewannen Barber und Gernert im Juni das Turnier in Bremen und im August das erste Turnier in Berlin.